# 方守
方守（1436年—1504年），字宜約，號省庵，福建興化府莆田縣人，鹽籍。明朝政治人物。進士出身。

## 生平
景泰四年（1453年）癸酉科福建鄉試第五十五名。成化五年（1469年）參加乙丑科會試第六十七名，殿試登進士第二甲第五十四名。授户部主事，历升员外、郎中，弘治元年（1488年）三月升云南右参政，七年三月升湖广右布政使，以病致仕，卒于弘治十七年四月十八日。

## 家族
曾祖父方積善、祖父方夢周、父亲方休徵。